# ليس كورباس
أولكساندر-زينون ستيفانوفيتش كورباس ((بالأوكرانية: Олександр-Зенон Степанович Курбас)، (24 فبراير 1887-30 نوفمبر 1937 للميلاد)، مخرج سينمائي ومسرحي أوكراني، يعدّ من أهم المخرجين المسرحيين الأوكراني في القرن العشرين. أسس مع فسيفولود مايرهولد ويفغيني فاختانغوف وآخرين المسرح السوفيتي الطليعي في عشرينيات وثلاثينيات القرن الماضي، ويعتبر واحدا من الشخصيات البارزة في مرحلة النهضة المشنوقة.

## نشأته وتعليمه
وُلد كورباس عام 1887 في سامبير (التي كانت آنذاك جزءًا من النمسا-المجر)، ويختصر اسمه المركب «أولكساندر-زينون» إلى ليس أو أوليس. كان والده ستيفان بيليبوفيتش كورباس (1862-1908م)، ممثلًا ريطونيا ينحدر من عائلة ليتوانية، وكانت والدته فاندا أدولفيفنا أيضا ممثلة، وابنة النمساوي أدولف تيشمان، وقد استعمل والداه الاسم المستعار يانوفيتش في مسيرتهما المسرحية، وقد ولد للأسرة ثلاثة أطفال آخرون توفوا جميعا في سن مبكرة.
درس كورباس في ثانوية تيرنوبل، وفي عام 1907 التحق بكلية الفلسفة في جامعة فيينا، ثم انتقل منها في العام التالي بعد وفاة والده إلى جامعة لفيف التي درس فيها حتى العام 1910. وفي تلك الفترة لمس الحاجة إلى إخراج الثقافة الأوكرانية من التهميش التي تعرضت إليه لمئة عام بفعل الاحتلال البولندي والروسي.

## بداياته المسرحية
في خضم الحرب العالمية الأولى شكل كورباس «أمسيات ترنوبل المسرحية» (1915-1916)، ومولودي تياتر (مسرح الشباب) في كييف في عام 1916م، والتي كانت أول فرقة تجرّب تقنيات التمثيل الجديد والقديم معا. أخرج كورباس ومثل مسرحيات مثل مسرحيات «المفتش العام» لغوغول، و «أوديب ملكا» لسوفوكليس. لاحقا حلت المجموعة بسبب النقص في الموارد والفوضى السياسية في نهاية الحرب العالمية الأولى. عمل كذلك أستاذاً في معهد كييف للدراما الموسيقية في الأعوام 1916-1919م، ثم في معهد خاركيف للموسيقى والدراما في الأعوام 1926-1933م. في الأعوام 1920-21م أسس كورباس مسرح كييف الدرامي «كيدرامته».
كان مشروع كورباس التالي ملحمة «هايداماكو» (التي عرضت عدة مرات ابتداء من عام 1920)، وهي قصيدة ملحمية للشاعر الأوكراني تاراس شيفتشينكو عن الانتفاضة الأوكرانية في القرن الثامن عشر ضد الاحتلال البولندي. كان هذا العمل أهم إنتاج مسرحي أوكراني في القرن العشرين، وظل يعرض في الاتحاد السوفييتي حتى بعد وفاة كورباس (دون ذكر اسمه).

## مسرح بريزيل

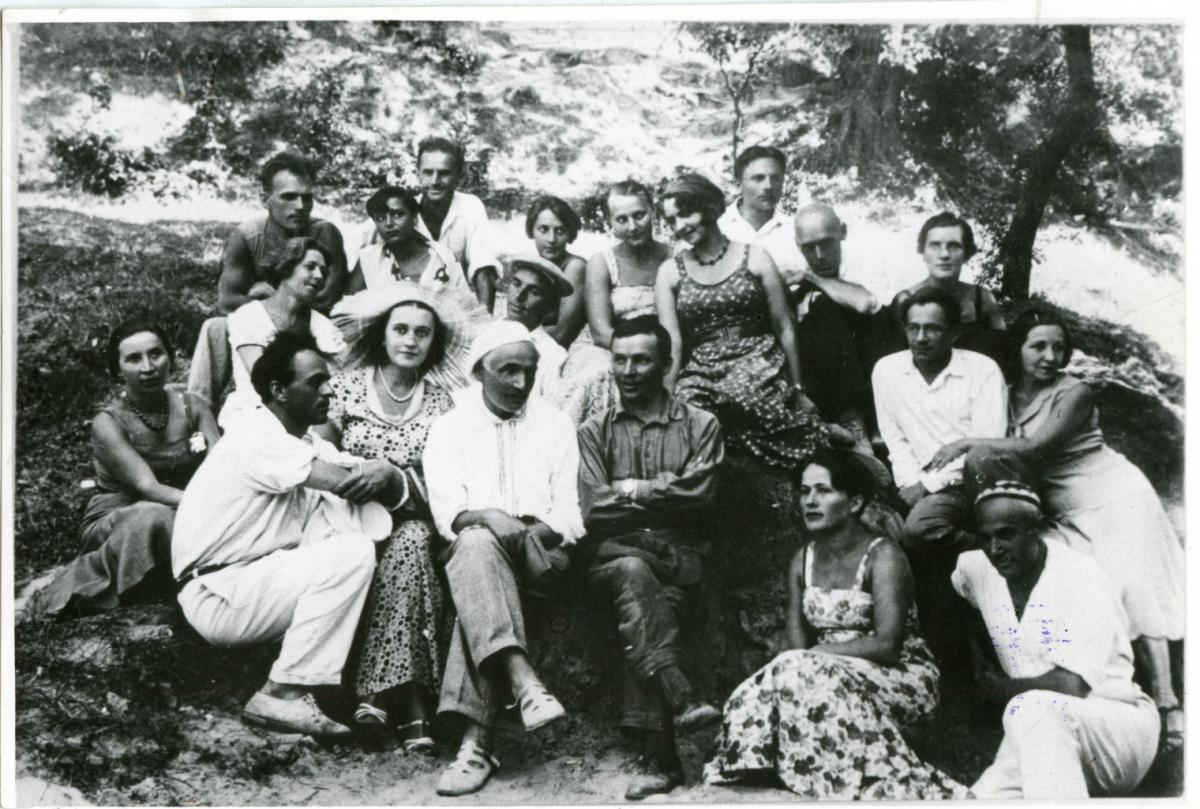
ممثلو مسرح بريزيل في جولة في جورجيا

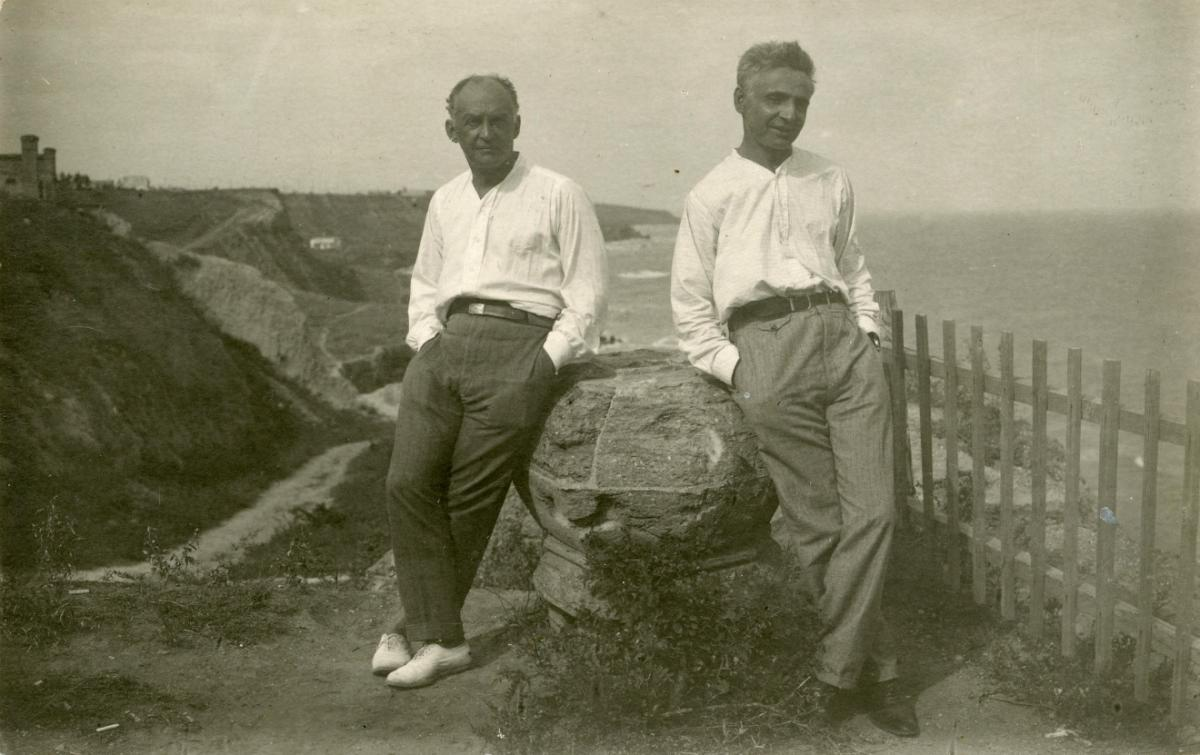
ليس كورباس وفاديم ميلر

بعد استقرار الأمور تحت تحت الحكم وف في أوكرانيا تحت الحكم السوفيتي أسس كورباس مسرح«بريزيل» («الربيع» أو «البداية الجديدة») في كييف، وتعاون مع الرسام فاديم ميلر الذي انضم إلى المسرح بخبرة فنان رئيسي ومصمم للسينوغرافيا.
عمل كورباس أيضا ابتداءا من العام 1922 في استوديو أوديسا السينمائي، حيث أخرج أفلام «شفيديسكايا شبيشكا» (1922)، و«أرسينالتسي»، وغيرها.  في عام 1925 حصل فاديم ميلر على الميدالية الذهبية للديكور المسرحي على تصميم مسرح بيرزيل في المعرض الدولي للحداثة في باريس. لم يكن «برزيل» مجرد مسرح، بل كان مؤسسة للدراسة والبحث لا مثيل لها حتى اليوم في تنظيمها. كان لكل قسم مسرحي لجان وورش عمل خاصة به، وأنشئت له عدة فروع في مدن أوكرانية أخرى. ولم يجتذب المسرح أفضل الممثلين في عصره فحسب، بل قدم التعليم المسرحي للعشرات الممثلين والمخرجين الأوكرانيين المستقبليين من خلال منهج يتضمن سلسلة كاملة من تقنيات التمثيل والتمارين الإيقاعية والتدريب الصوتي والعزف الجماعي. هدف كورباس إلى تأسيس علمي لكل تطور في بريزيل، وقد أدى ذلك إلى نقاشات لا تنتهي في اللجان. كتب كورباس:
«اليوم انتهت الكوميديا. اعتلى الممثل الخشبة، وهو الشيء الوحيد الذي سيعيش بفضله المسرح. المسرح هو المنبر والمشهد، المحكمة والمدرسة، وفكر وحماقة الإنسان الجديد».
عانى المسرح في سنواته الأولى من نقص المسرحيات المناسبة التي يمكن أن تستند إليها الإنتاجات، وإن كان كورباس واحدًا فقط من بين عدة مخرجين في تلك الفترة، إلا أنه كان الأهم، ومنظمًا متميزًا. تضمنت أعماله في ذلك الوقت «غاز» للكاتب الألماني جورج كايزر، و «جيمي هيغينز» لأبتون سنكلير.
في عام 1927 التقى كورباس في خاركيف (حيث انتقل «بيريزيل» في عام 1926) بالكاتب المسرحي الصاعد ميكولا كوليش، الذي كانت أعماله المبكرة قد عرضت في مسارح أخرى بأسلوب الواقعية السوفيتية الصارمة التي أصبحت لاحقا في الثلاثينات هي المعيار في جميع أنحاء الاتحاد السوفيتي. وقد تبين أن ثبت أن التعاون بين كوليش وكورباس كان نعمة ونقمة في نفس الوقت، فقد وضعت أعمال مثل مالاخي الشعب (1928) ومينا مازايلو (1929) ومالينكا غراسا (1933) وضعت معايير جديدة في تمثيل الفرقة المسرحية وانضباطها الدرامي، إلا أنها سرعان ما تصادمت مع سياسة الدعاية السوفيتية الرسمية، وصمم كورباس على متابعة مساره على الرغم من التهديدات المتزايدة.
في عام 1930، قبيل المجاعة المصطنعة التي ألمت بأوكرانيا، أجبر كورباس على عرض مسرحية «الديكتاتورية» للكاتب المسرحي الأوكراني إيفان ميكيتنكو، التي كانت محاولة لتبرير السياسة السوفيتية التي أدت في النهاية إلى تجويع الفلاحين الأوكرانيين وتسببت في وفاة عدة ملايين (هولودومور). في إخراجه للمسرحية قلب كورباس معنى المسرحية في تقنية سماها «إعادة الترميز»، وصنع أوبرا ساخرة ومأساوية من النص الأصلي الذي كان واقعيا مملا. وبينما اعتبرت السلطات هذا العمل فرصة أخيرة لكورباس للتخلي عن تمرده والالتزام بالخط الرسمي، اتبع كورباس حدسه السياسي الخاص وفضل فضح النظام، وأدى ذلك إلى ضربة قضت على المسرح وعليه. كتب كورباس: «نعلم جميعًا ما هي الديكتاتورية، لكن القليل منا يهتم بها بصفتها حقيقة ذات طبيعة فكرية. لقد كان واجب كل ممثل في المسرحية أن يجعل كل متفرج يفهم أن دفة التاريخ هي في يديه.»
يقدم مسرح تاراس شيفتشينكو الأكاديمي الدرامي الأوكراني في خاركيف نفسه اليوم وريثًا لتقاليد مسرح بريزيل الفنية.

## اعتقاله وإعدامه
في عام 1933 طرد كورباس من مسرح «بريزيل» وسُمح له بالانتقال إلى موسكو حيث عمل لبعض الوقت. اعتقل كورباس في وقت لاحق من عام 1933وأرسل إلى معسكر عمل (شأن الكثير العديد من الشخصيات الثقافية الأخرى)، وفي المعسكر نظم مسرحا قدم بالفعل بعض العروض.

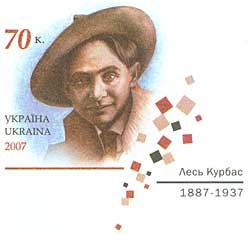
ليس كورباس على طابع بريد أوكراني

نقل كورباس بعد ذلك إلى جزر سولوفيتسكي النائية في البحر الأبيض، وكان واحدا من ضحايا «الترحيلات المفقودة» حيث فقد أثره في نقلية للسجناء إلى البر الرئيسي في عام 1937. من المعروف الآن أنه أعدم رميا بالرصاص في 3 نوفمبر 1937 مع 289 عضوًا آخر من المثقفين في ساحة إعدام ومقابر ساندرموخ بالقرب من مدفيجيغورسك في كاريليا (شمال غرب روسيا)، وهو موقع اكتشف في عام 1997 من قبل أعضاء من جمعية ميموريال الحقوقية الروسية. لاقى كورباس وميكولا كوليش مصير أكثر من ألف فنان ومثقف محتجزين في معسكر سجن سولوفكيتسكي أمر جوزيف ستالين بإعدامهم.
بعد وفاة ستالين، أعيد الاعتبار لكورباس في الاتحاد السوفييتي عام 1957.

## تركة كورباس
استمر مسرح «بريزيل» في العمل تحت اسم «مسرح شيفتشينكو»، وقد تولى قيادته حتى الستينيات ماريان كورشيلنيتسكي الذي كان من الممثلين الرئيسيين في فترة كورباس. ولكن كان على المسرح تقديم الكثير العديد من التنازلات الفنية، ولم يكن من الممكن ذكر أعمال كورباس حتى الستينيات، فيما لم يبدأ البحث الجدي فيها إلا في أواخر الثمانينات وكان معظمه في أوكرانيا. هناك اتجاه في البحث الأوكراني إلى تقديس كورباس، حيث يدعي البعض أنه كورباس كان عبقريًا (كان بالفعل متعدد المواهب) سبق كل تطور للمسرح في النصف الثاني من القرن العشرين. كما يميل البحث الأوكراني إلى الادعاء بأن كورباس لم يكن شيوعيًا، وربما من الأصح القول أنه كانت لديه رؤية مختلفة تمامًا للشيوعية، وإيمان بقدرة مجتمع جديد على تنمية الإبداع البشري، وكان هدفه الأهم بصفته فنان هو«جعل الجمهور يشعر وكأنه على قيد الحياة أكثر».[بحاجة لمصدر]

## روابط خارجية
- صفحة مدينة خاركيف عن كورباس
- موسوعة أوكرانيا عن ميكولا كوليش
- موسوعة أوكرانيا عن مسرح البرزيل
- موسوعة أوكرانيا عن فاديم ميلر
- مسرح ليس كورباس لفيف نسخة محفوظة 27 مارس 2018 على موقع واي باك مشين.